# Distretto elettorale 22 del Tirolo
Il Distretto elettorale Tirolo 22 era un collegio elettorale per le elezioni alla Camera dei deputati austriaca nel Tirolo. Il distretto elettorale fu creato nel 1907 con l'introduzione della nuova legge elettorale del Reichsrat ed esistette fino al crollo della monarchia asburgica.
Era popolato da 44.635 abitanti, fra cui erano 10.496 i maschi maggiorenni aventi diritto al voto.

## Storia
Dopo che il Reichsrat decise nell'autunno del 1906 il diritto di voto generale, uguale, segreto e diretto, la grande riforma della legge elettorale divenne effettiva il 26 gennaio 1907 sanzionata dall'imperatore Francesco Giuseppe. Con il nuovo regolamento elettorale del Reichsrat, furono creati in totale 516 collegi elettorali, uninominali ad eccezione che in Galizia. Il parlamentare doveva prevalere nel primo scrutinio o nelle elezioni di ballottaggio a maggioranza assoluta.
Alle elezioni austriache del 1907 fu Bonfilio Paolazzi del Partito Popolare Trentino che emerse vittorioso. Ricevette il 72 % dei voti al primo scrutinio, seguito dal candidato del Partito Nazionale Italiano con il 26 %. Il suo collega di partito Alcide De Gasperi prevalse nelle elezioni austriache del 1911.

## Territorio
Il collegio uninominale comprendeva i distretti giudiziari di Fassa, Primiero, Civezzano e Cavalese, tranne i comuni di Anterivo e Trodena, appartenenti al distretto elettorale 14.

## Dati elettorali

### XX legislatura
| Partito                            | Partito                            | Candidato                          | Risultati 14 maggio 1907 | Risultati 14 maggio 1907 |
| Partito                            | Partito                            | Candidato                          | Voti                     | %                        |
| ---------------------------------- | ---------------------------------- | ---------------------------------- | ------------------------ | ------------------------ |
|                                    | Popolare trentino                  | Bonfilio Paolazzi                  | 4 171                    | 66,39                    |
|                                    | Lega tirolese                      | Eberardo Chiocchetti               | 935                      | 14,88                    |
|                                    | Nazionale-liberale                 | Giovanni Vanzetta                  | 809                      | 12,88                    |
|                                    | Socialdemocratico                  | Giuseppe Demartin                  | 355                      | 5,65                     |
|                                    | Altri                              | -                                  | 13                       | 0,21                     |
|                                    |                                    |                                    |                          |                          |
| Iscritti                           | Iscritti                           | Iscritti                           | 10 753                   | 100,00                   |
| ↳ Votanti (% su iscritti)          | ↳ Votanti (% su iscritti)          | ↳ Votanti (% su iscritti)          | 6 370                    | 59,24                    |
| ↳ Voti validi (% su votanti)       | ↳ Voti validi (% su votanti)       | ↳ Voti validi (% su votanti)       | 6 283                    | 98,63                    |
| ↳ Schede non valide (% su votanti) | ↳ Schede non valide (% su votanti) | ↳ Schede non valide (% su votanti) | 87                       | 1,37                     |
| ↳ Astenuti (% su iscritti)         | ↳ Astenuti (% su iscritti)         | ↳ Astenuti (% su iscritti)         | 4 383                    | 40,76                    |

### XXI legislatura
| Partito                            | Partito                            | Candidato                          | Risultati 13 giugno 1911 | Risultati 13 giugno 1911 |
| Partito                            | Partito                            | Candidato                          | Voti                     | %                        |
| ---------------------------------- | ---------------------------------- | ---------------------------------- | ------------------------ | ------------------------ |
|                                    | Popolare trentino                  | Alcide De Gasperi                  | 3 116                    | 74,60                    |
|                                    | Socialdemocratico                  | Giuseppe Demartin                  | 582                      | 13,93                    |
|                                    | Nazionale-liberale                 | Giovanni Vanzetta                  | 411                      | 9,84                     |
|                                    | Altri                              | -                                  | 68                       | 1,63                     |
|                                    |                                    |                                    |                          |                          |
| Iscritti                           | Iscritti                           | Iscritti                           | 10 496                   | 100,00                   |
| ↳ Votanti (% su iscritti)          | ↳ Votanti (% su iscritti)          | ↳ Votanti (% su iscritti)          | 4 275                    | 40,73                    |
| ↳ Voti validi (% su votanti)       | ↳ Voti validi (% su votanti)       | ↳ Voti validi (% su votanti)       | 4 177                    | 97,71                    |
| ↳ Schede non valide (% su votanti) | ↳ Schede non valide (% su votanti) | ↳ Schede non valide (% su votanti) | 98                       | 2,29                     |
| ↳ Astenuti (% su iscritti)         | ↳ Astenuti (% su iscritti)         | ↳ Astenuti (% su iscritti)         | 6 221                    | 59,27                    |